# Argentinomyia berthae
Argentinomyia berthae är en tvåvingeart som först beskrevs av Lima 1946.  Argentinomyia berthae ingår i släktet Argentinomyia och familjen blomflugor. Inga underarter finns listade i Catalogue of Life.